# Aszúra (buddhizmus)

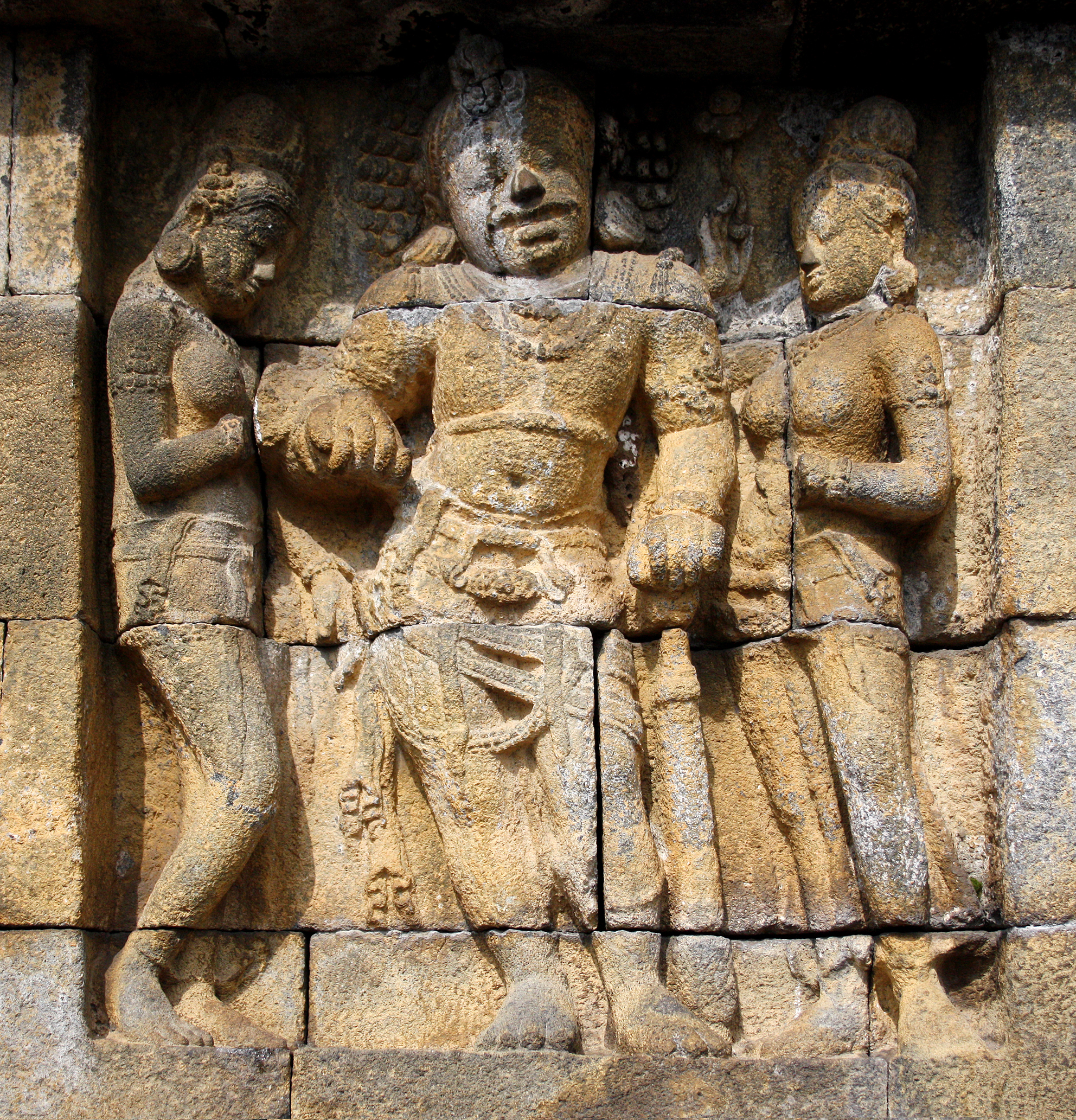
Az óriás Dvarapala védőalakja buzogánnyal, két oldalán apszarák. A Borobudur helyszínén található dombormű Kamadhátu és Rúpadhátu birodalmak határán. 8. század, Közép-Jáva, Indonézia.

Az aszúra (szanszkrit, páli: असुर; tibeti: lha-ma-yin ལྷ་མ་ཡིན་; japán: ashura 阿修羅; koreai: 아수라, kínai: 阿修羅, pinjin: Āxiūluó, vietnámi: A tu la) a buddhizmusban az istenségek vagy a félistenek elnevezése. Három fejjel és 4-6 karral szokták ábrázolni őket.

## Eredete

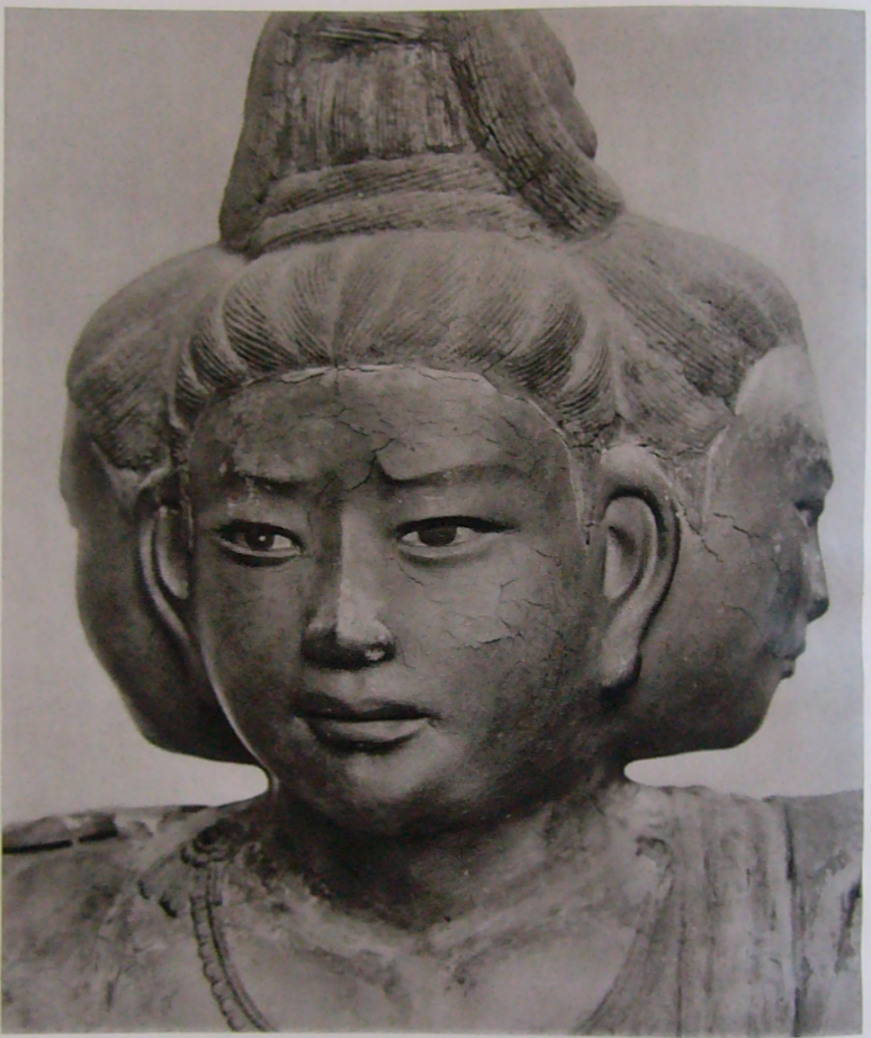
Aszúra a Kófukudzsi templomban, 734, Nara, Japán.

A buddhista aszúrák általános jellemzői a hindu gonosz aszúrákra emlékeztetnek, azonban csak a buddhista szövegekben található egyedi karakterekkel.
Buddhista kontextusban olykor titánként, "félistenként" fordították.

## Jellemzőik
Míg a Kámadhátu összes istene valamilyen mértékben ki van téve az indulatoknak és a szenvedélyeknek, az aszúrák egyenesen rabjai ezeknek az érzéseknek, főleg a harag, a büszkeség, irigység, őszintétlenség, hamisság, magasztalás, harciasság stb.
Szenvedélyeik miatt az aszúraként történő újjászületést a négy nem üdvös újjászületés közé szokták sorolni (együtt az állatokkal, az éhes szellemekkel és a pokollakókkal). Az aszúrák állapotára az emberek azon tudatállapota hasonlít, amit az ego, a harag, az erőszak, a harciasság, és a megbékíthetetlenség jellemez.
Azon emberek születhetnek újjá az aszúra birodalomban, akiknek jó szándékaik voltak, azonban rossz tetteket hajtottak végre, például bántottak másokat.
Az aszúrákról Csi-ji a következőket írta:
“Mindig arra vágynak, hogy másoknál hatalmasabbak legyenek, az alacsonyabb rangúakhoz sosincs türelmük, az idegenekkel lekicsinylően bánnak; sólyomként szállnak magasan és úgy néznek le másokra, közben igaznak, bölcsnek és hívőnek mutatják magukat”
Az aszúrákról úgy tartják, hogy sokkal kellemesebb életet élnek mint az emberek, azonban emészti őket a dévák iránti irigység, akiket ahhoz hasonlóan látnak, mint az állatok az embereket. Néhány alacsonyabb szintű aszúra világban a lakók rosszakaratúak (mint például Mára)) akiket démonoknak szoktak nevezni. Másik elnevezésük a Raksasza.
Az aszúrák ereje hatalmasabb mint az embereké, de az összes dévánál gyengébb. Meru-hegy lábánál lévő területen élnek, illetve részben az azt körülvevő óceán is.
A világmindenséget bemutató, népszerű bhavacsakra az aszúra birodalmat olykor a hatodik létsíkként ábrázolja és előfordul, hogy egy csoportba kerül a dévák birodalmával. Az eredeti csoportosításban öt birodalmat számoltak, később választották külön az aszúra birodalmat Tibetben Congkapa engedélyével.
Az aszúrák vezetőit Aszúrendráknak (páli: Aszurinda), "Aszúra-uraknak" nevezik. Többen vannak, ugyanis az aszúrák törzsekre oszlottak szét. Közöttük találhatók a nyilas Dánavegásza és a félelmetes arcú Kálakanydzsaka aszúrák. A legfőbb vezetőik Vemacsitrin (páli: Vepacsitti), Ráhu (vagy Verocsa vagy Verocsana) és Paháráda.

## Mítoszok
Az aszúrák korábban a Trájasztrimsa (tibeti: sum cu rca gsum gji lha, kínai: szan-si-szan tien) világban éltek a többi istenekkel együtt, a Meru-hegy csúcsán. Amikor Sakra lett a világ ura, az aszúrák nagy ivászattal ünnepeltek. A Gandapána bor olyan erős alkohol volt, hogy Sakra megtiltotta az isteneknek, hogy igyanak belőle. Az ittasságtól bódult aszúrák képtelenek voltak ellenállni, így Sakra   átdobta őket a Trájasztrimsa falon túlra, a hegy lábához. Nőt ott egy Csittapátali nevű fa, amelynek szépsége virágzáskor nem ért fel az isteni birodalomban található Páriccsattaka fa szépségével; az aszúrák így értették meg, hogy kiebrudalták őket az isteni birodalomból.
Minden gondolatuk a háború lett. Felfegyverkezve másztak fel a hegyre és számtalan háborút vívtak az istenekkel, de sorra elvéreztek. Idővel részleges egyezményt kötöttek velük, amikor Sakra szerelmes lett az aszúra Vemacsitrin király lányába. Fondorlatok által végül össze is tudtak házasodni.